# Michail Kuprijanov
Michail Vladimirovič Kuprijanov (in russo Михаи́л Влади́мирович Куприя́нов?; Machačkala, 7 luglio 1973) è un allenatore di calcio ed ex calciatore russo.

## Carriera
Debutta tra i professionisti nella seconda divisione sovietica nel 1989 con la Dinamo Machačkala, nel 2001 vince la Prem'er-Liga con lo Spartak Mosca.

## Palmarès

### Calciatore
- Campionati russi: 1

Spartak Mosca: 2001